# Holnstein (Wüstung)

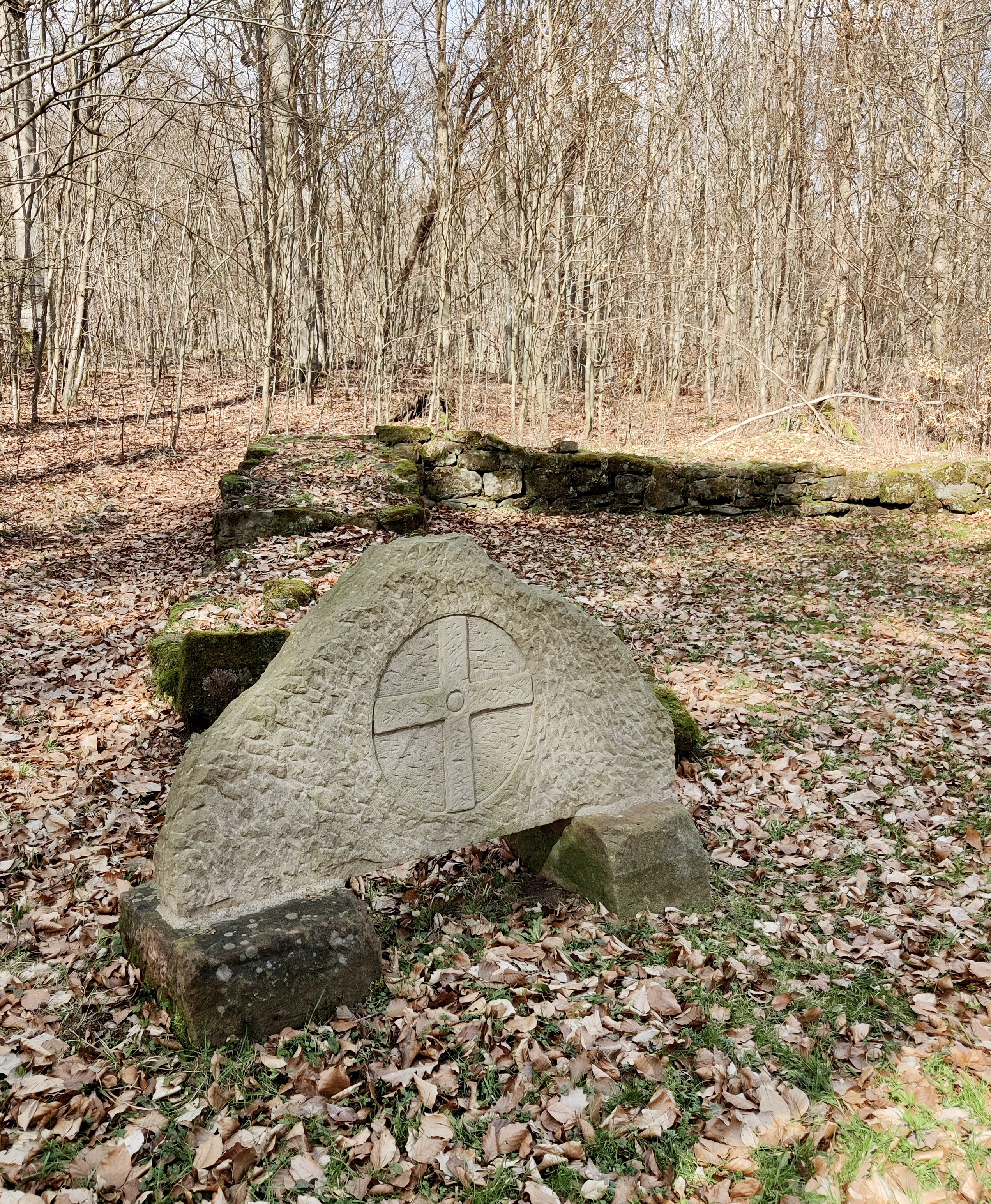
Grundmauerreste der Holnsteiner Kapelle

Holnstein ist der Name einer vermutlich im späten 14. oder frühen 15. Jahrhundert aufgegebenen Siedlung in der heutigen Gemarkung von Raboldshausen, einem Ortsteil der Gemeinde Neuenstein im Landkreis Hersfeld-Rotenburg, Hessen.

## Lage
Die Wüstung befindet sich rund 1,7 km südöstlich von Raboldshausen am Südhang des Holnsteinkopfes in der ungewöhnlich hohen Lage von rund 510 m ü. NHN. Der Ort erstreckte sich entlang eines nach Südosten zum Erzebach abfließenden Baches auf der „Langen Wiese“, einer etwa 400 m langen und 30–40 m breiten Lichtung, die den Bach von seiner Quelle an beidseitig begleitet. Im Wald etwas östlich der einstigen Ortslage – unmittelbar nördlich neben einem die „Lange Wiese“ überquerenden Waldwirtschaftsweg, der im Westen von der Eisenbergstrasse (Kreisstraße 34) zwischen Raboldshausen und Willingshain heraufkommt – befinden sich die 1936 bei Ausgrabungen freigelegten und 1999 neu vermörtelten Grundmauern einer Kapelle, der sogenannten Holsteiner Kapelle (⊙), die vermutlich aus dem 10./11. Jahrhundert stammt.

## Geschichte
Bisher ist nur eine einzige urkundliche Erwähnung des Orts bekannt: sie bezieht sich auf das Jahr 1368, als der Ort durch Verkauf seine Besitzer änderte – wobei die Richtung des Verkaufs nicht ganz klar ist. Laut Georg Landau verkauften die Brüder Ludwig und Werner I. von Wallenstein, Söhne des verstorbenen Simon I. von Wallenstein, ihren Anteil an den Dörfern Neuenhain, Grebenhagen, Saasen, Holnstein und Babenhausen an die Brüder Heinrich, Simon und Fritz von Schlitz gen. von Steinau. Das Landesgeschichtliche Informationssystem Hessen (LAGIS Hessen) hingegen stellt im Historischen Ortslexikon Hessen diesen Besitzwechsel in umgekehrter Richtung dar. Wahrscheinlich schon bald danach wurde die wohl im 11. Jahrhundert gegründete Siedlung verlassen.

## Heutiger Zustand

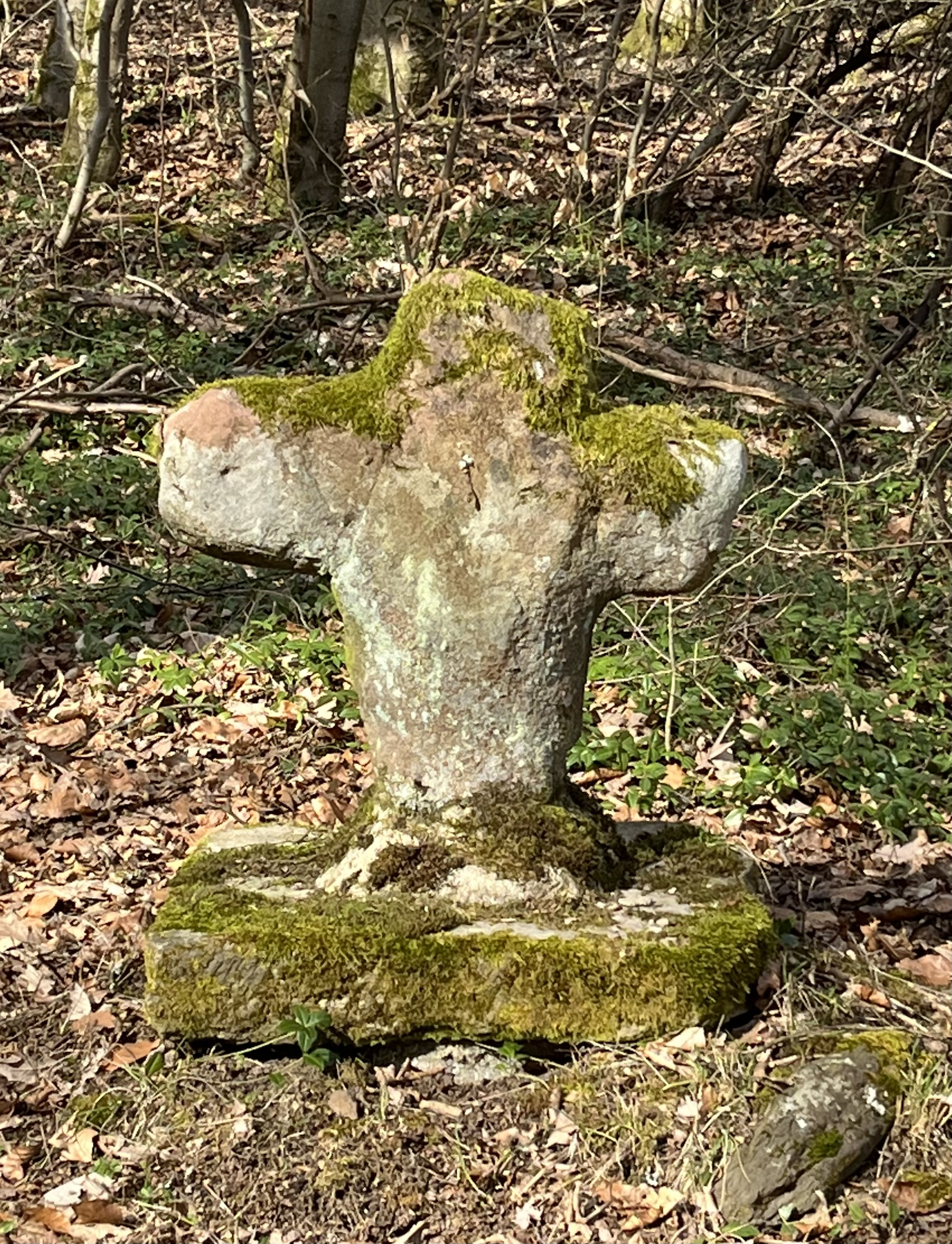
Sühnekreuz

Im Bereich der „Langen Wiese“ zeugen Keramikscherben, noch heute erkennbare Ackerterrassen sowie Ofenhügel (Überbleibsel mittelalterlicher Rennöfen) von der verschwundenen Siedlung. Ein bei den Ausgrabungen 1936 gefundener dreieckiger Giebel- oder Türdeckstein der Kapelle mit hervorgearbeitetem, gleicharmigem Kreuz in vertiefter Kreisfläche befindet sich im Städtischen Museum in Bad Hersfeld.
Etwa 150 m südwestlich der Kapellenreste steht ein bei Wegebauarbeiten Anfang der 1930er Jahre im Erdreich entdecktes und an dieser Stelle neu aufgestelltes Sühnekreuz. Es stammt aus dem späten Mittelalter und hat mit dem verlassenen Dorf Holnstein nichts zu tun.
Ebenfalls im Bereich der „Langen Wiese“, zwischen der Kapellenruine und dem Sühnekreuz, befindet sich ein jungsteinzeitliches Hügelgrab aus der Zeit um 1500 v. Chr.
Koordinaten: 50° 54′ 3″ N, 9° 32′ 23″ O